# 庫洛魔法使劇場版：小櫻的香港之旅
《庫洛魔法使劇場版：小櫻的香港之旅》是淺香守生導演，MADHOUSE、萬代影視製作的日本劇場版動畫。延續自CLAMP漫畫《百變小櫻》的電視動畫版，由CLAMP原案主筆大川七瀨負責腳本。於1999年8月21日在日本上映，獲1999年神戶動畫獎最佳劇場映畫作品獎項。第二部劇場版動畫《庫洛魔法使劇場版：被封印的卡片》於2000年上映。本作故事發生在電視動畫35話（屬第1部）與36話（屬第2部）之間，本作中木之本櫻同朋友前往香港旅行，遇見過去爲庫洛·里德所傷的怨靈。

## 劇情簡介
一天，木之本櫻在雜貨店抽中香港旅行的特等獎。由於父親出差，小櫻帶著小可，邀哥哥木之本桃矢和好友大道寺知世、月城雪兔一同前往香港。在香港，小櫻與香港人李小狼、李莓鈴再次相見，十分高興。但小櫻身邊總是出現神祕的小鳥，還夢到了奇怪的魔導士。李小狼的母親—李夜蘭告訴小櫻，小櫻持有庫洛牌將有危險。小櫻產生了奇怪的幻覺，打開了古董店裡的一本書，書中噴出水來。小櫻被水吞入，和夢中的魔導士相見。哥哥和朋友被捉，小櫻以香港爲舞台和魔導士戰鬥，發現了因庫洛·里多而生的悲劇。

## 登場角色
| 角色       | 日本配音   | 臺灣配音 | 香港配音 |
| ---------- | ---------- | -------- | -------- |
| 木之本櫻   | 丹下櫻     | 許淑嬪   | 林元春   |
| 大道寺知世 | 岩男潤子   | 魏晶琦   | 沈小蘭   |
| 李小狼     | 熊井統子   | 賀世芳   | 區瑞華   |
| 小可       | 久川綾     | 賀世芳   | 林丹鳳   |
| 李莓鈴     | 野上尤加奈 | 謝佼娟   | 黃麗芳   |
| 木之本桃矢 | 關智一     | 周寧     | 馮錦堂   |
| 月城雪兔   | 緒方惠美   | 魏晶琦   | 梁偉德   |
| 木之本藤隆 | 田中秀幸   | 官志宏   | 李錦綸   |
| 庫洛·里德  | 林一夫     | 符爽     | 李錦綸   |
| 李夜蘭     | 井上喜久子 | 朱憶華   | 蔡惠萍   |
| 魔導士     | 林原惠     | 謝佼娟   | 梁少霞   |
| 李芙蝶     | 山口由里子 | 朱憶華   | 黃麗芳   |
| 李雪花     | 芝原千彌子 | 賀世芳   | 雷碧娜   |
| 李黃蓮     | 涌澤利香   | 謝佼娟   | 梁少霞   |
| 李緋梅     | 菅原祥子   | 魏晶琦   | 劉惠雲   |
| 寺田良幸   | 古澤徹     | 官志宏   | 蘇強文   |
| 松本真樹   | 三石琴乃   | 朱憶華   | 黃鳳英   |

## 製作發行
- 原作：CLAMP
- 監督：淺香守生
- 腳本：大川七瀨
- 總作畫監督：阿部恆
- 角色設計：高橋久美子
- 主要角色設計、服裝設計：CLAMP
- 作畫監督：櫻井邦彥、高橋久美子、上田仁
- 美術監督：針生勝文
- 色彩設計：勝沼圓
- 攝影監督：白井久男
- 音樂：根岸貴幸
- 音響監督：三間雅文
- 製作人：池口和彥、小野達矢
- 配給：松竹（初映）、华纳兄弟影业（重映）
- 動畫製作：MADHOUSE
- 製作：劇場版《庫洛魔法使》製作委員會（萬代影視、Sheltie、MADHOUSE）

電視動畫原班人馬參與了本作製作。本作於2000年2月25日以家用录像系统、鐳射影碟和DVD形式在日本發行，11月25日再次發行家用錄影系統，2007年5月25日發行與《庫洛魔法使劇場版：被封印的卡片》的雙碟DVD，2009年12月22日發行DVD。
主題曲是鳥山雄司編曲，皆谷尚美作詞、作曲、演唱的在遙遠的這條街。同名单曲於1999年8月11日由勝利娛樂發行。劇場版原聲碟於1999年8月25日由勝利娛樂發行。
爲慶祝漫畫《庫洛魔法使》20週年，本作決定於2017年1月21日重映。

## 外部連結
- 庫洛魔法使劇場版：小櫻的香港之旅（動畫）在動畫新聞網百科全書中的資料（英文）
- 互联网电影数据库（IMDb）上《庫洛魔法使劇場版：小櫻的香港之旅》的资料（英文）
- 豆瓣电影上《庫洛魔法使劇場版：小櫻的香港之旅》的資料 （简体中文）